# 제1대 플러머 자작 헐버트 플러머
육군원수 제1대 플러머 자작 헐버트 찰스 온슬로우 플러머 (1857년 3월 13일–1932년 7월 16일)는 제1차 세계 대전 당시 영국 육군의 고위 장교였다. 1915년 4월 제2차 이프르 전투에서 제5군단을 이끈 이후, 1915년 5월부터 영국 제2군을 지휘하였고 메셍 전투에서 독일 육군을 상대로 압도적인 승리를 거두었다. 메셍 전투 당시 영국 왕립공병대의 굴착중대가 독일군 전선 아래에 설치한 지뢰들이 터졌는데, 이 폭발로 19개의 구덩이가 형성되었고, 이는 "인류 역사상 가장 큰 폭발"로 묘사되었다. 플러머는 이후 라인강 주둔 영국군의 지휘를 맡았고 몰타의 총독이 되었으며 1925년 위임통치령 팔레스타인의 고등판무관으로 일했다. 플러머는 1928년 퇴역했다.

## 군사 경력
홀 플러머의 아들로 태어난 헐버트는 이튼 칼리지에서 교육을 받았고, 샌드허스트 왕립 육군사관학교에서 플러머는 1876년 9월 11일 제65보병연대로 중위로 임관하였다. 플러머는 인도에서 제65연대에 합류했으며 1879년 4월 29일 대대의 부관이 되었다. 1882년 5월 29일 대위로 진급한 플러머는 1884년 나일 원정대의 일원으로 수단에서 대대를 이끌었다. 플러머는 1884년 2월에는 엘테브 전투에, 1884년 3월에는 타마이 전투에 참전했고, 수훈 보고서에 이름이 올라가게 되었다. 1886년부터 1887년까지 플러머는 캠벌리 사관학교를 다녔고, 1890년 5월 7일 저지섬의 부차관보로 임명되었다. 1893년 1월 22일 소령으로 진급되었고 요크앤랭커스터 연대 제2대대에 배속되었다. 이후 1895년 12월 케이프 식민지 사령장성의 보조 군부비서가 되었다. 1896년 제임슨 기습 이후 지역 경찰을 무장해제하기 위해 남로디지아로 갔고, 제2차 마타베레 전쟁에서 마타베레 구원군을 지휘하였다.
1899년 플러머는 남로디지아로 돌아와서 산악보병군을 육성했고, 1900년 10월 17일 중령으로 진급했다. 그는 제2차 보어 전쟁의 마페킹 공방전에서 산악보병군을 지휘했다. 1900년 11월 29일 플러머는 대령으로 진급했다. 1902년 4월 플러머는 영국으로 돌아왔고 두 달 후 그는 에드워드 7세로부터 알현을 허락받았다.
그는 1902년 8월 22일 야전에서의 뛰어난 복무를 통해 소장으로 진급했다. 그는 1902년 10월 1일 제1군단은 제4연대의 지휘관으로 임명되었다. 1903년 플러머는 제10사단의 장관급 지휘부대 지휘관이 되었다.

## 제1차 세계 대전
1914년 프랑스 도착 이후 제임스 그리어슨의 예상치 못한 사망으로 플러머는 영국 해외원정군의 2개의 군단 중 하나를 지휘하는 것이 고려되었다. 플러머는 2월에 프랑스로 파견되었고 제5군단의 지휘를 맡게 되었으며, 1915년 4월 제2차 이프르 전투에서 이 5군단을 지휘했다. H그는 1915년 5월 영국 제2군을 지휘하였고, 1915년 6월 11일 장군으로 진급하였으며[ [메셍 전투 (1917년)|메셍 전투]]에서 독일 육군을 상대로 압도적인 승리를 거두었다. 메셍 전투 당시 영국 왕립공병대의 굴착중대가 독일군 전선 아래에 설치한 지뢰들이 터졌는데, 이 폭발로 19개의 구덩이가 형성되었고, 이는 "인류 역사상 가장 큰 폭발"로 묘사되었다. 지뢰 폭발 이후 플러머의 병사들은 지뢰를 넘어 3,000 야드를 진군했다. 플러머는 1917년 9월 메닌 로드 능선 전투와 폴리곤 숲 전투에서 연이어 승리를 거두었고, 1917년 10월 브루드센드 전투에서 다시 승리를 거두었다.

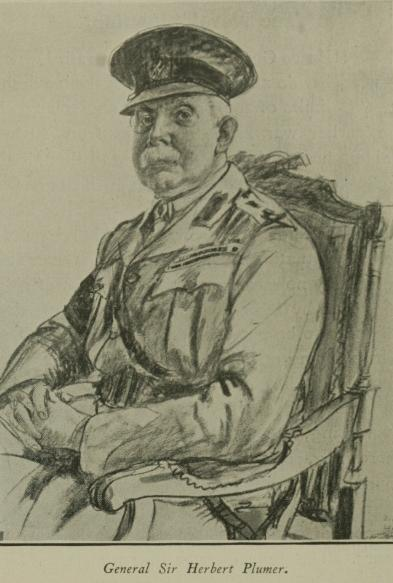
Wartime sketch of General Plumer

1917년 11월 플러머는 카포레토 전투 이후 이탈리아 전선의 이탈리아 해외원정군의 지휘를 맡았다. 1918년 초 플러머는 데이비드 로이드 조지에 의해 윌리엄 로버트스늘 대신하여 영국군 총사령관이 될 것으로 예상되었으나 그는 이를 거부했다. 플러머는 대신 영국 제2군을 지휘하여 춘계공세와 연합군의 100일 공세에 참여했다.

## 이후 경력
플러머는 1918년 12월 라인강 주둔 영국군의 총사령관으로 임명되었고, 1919년 5월 몰타의 총독이 되었다. 1919년 7월 31일 플러머는 육군원수로 진급하였고, 1919년 10월 18일 메셍과 빌턴의 플러머 남작이라는 작위가 새로 만들어졌다. 1925년 8월 영국 정부는 플러머를 위임통치령 팔레스타인의 고등판무관으로 임명했다. 플러머는 영국 정부가 벨푸어 선언을 통해 약속한 것들을 되돌려서 아랍인들의 압력에 놓이게 되었으며 시온주의와 아랍 민족주의에 대해 단호하게 대처했다. 1927년 7월 24일 플러머는 벨기에의 이프르에 메닌 게이트 기념관의 개관식에 참여했다.
1929년 6월 3일 플러머 자작이라는 작위가 새로 만들어졌다.

## 사망
플러머는 1932년 7월 런던의 나이츠브릿지에서 75세의 나이로 사망했다. 이후 그는 웨스트민스터 사원에 묻혔다.